# Richard Bisschop

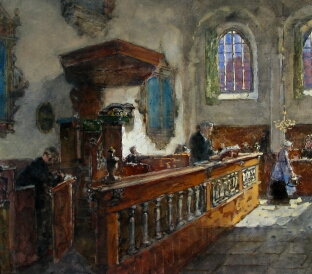
Dorfkirche – Vor der Predigt (1890)

Richard Bisschop (* 21. Juni 1849 in Leeuwarden; † 22. März 1926 in Bergen) war ein niederländischer Maler, Zeichner und Aquarellist.

## Leben und Werk
Bisschop wurde im Jahr 1849 in Leeuwarden als Sohn des Eisenwarenhändlers Eelco Cuperus Bisschop und Dieuwke Peters geboren. Er wurde im Baugewerbe ausgebildet. Daneben malte er seit seinem 22. Lebensjahr und beschloss, daraus seinen Beruf zu machen. Auch sein Onkel Christoffel Bisschop sowie seine Tante Kate Bisschop-Swift waren Maler. Er wurde an der Rotterdamse Academie voor Beeldende Kunst ausgebildet.
Bisschop malte Genrebilder, figurative Darstellungen, Porträts sowie Stadtansichten und Innenansichten von Kirchen. Nach dem Tod des Malers Johannes Bosboom im Jahr 1891, malte er diesen liegend in seinem Sarg und fertigte auch ein Gemälde seines Ateliers an. Er arbeitete nacheinander in den Städten Rotterdam, Den Haag, Leur und wieder in Den Haag und war Mitglied der Künstlergemeinschaft Pulchri Studio in Den Haag.
Er heiratete am 30. Juni 1892 in ’s-Hertogenbosch die Malerin Suze Robertson, eine der Amsterdamse Joffers. Aus der Ehe wurde eine Tochter, die spätere Malerin Sara Bisschop geboren. Seine Enkelin Suzanne Eckhart wurde Bildhauerin. Er verstarb im März 1926 mit 76 Jahren in Bergen. Sein Grab befindet sich auf dem niederländischen Friedhof Oud Eik en Duinen in Den Haag.

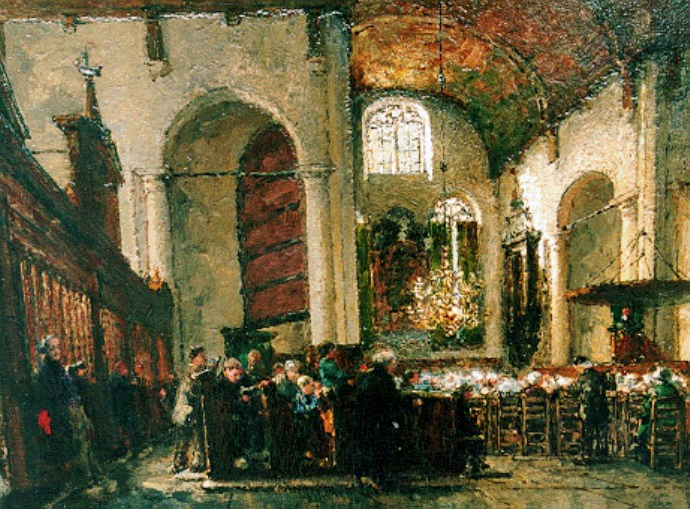
Gottesdienst
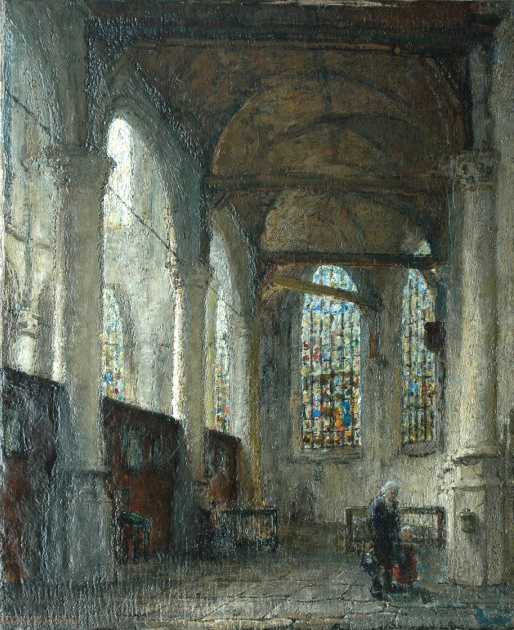
Innenansicht Kirche